# 27758 Michelson
27758 Michelson (1991 RJ4) là một tiểu hành tinh vành đai chính được phát hiện ngày 12 tháng 9 năm 1991 bởi F. Borngen và L. D. Schmadel ở Tautenburg.